# معركة المنصورة
معركة المنصورة، معركة دارت رحاها في مصر من 8 إلى 11 فبراير من سنة 1250م بين القوات الصليبية (الفرنج) بقيادة لويس التاسع ملك فرنسا، الذي عُرف بالقديس لويس فيما بعد، والقوات الأيوبية بقيادة الأمير فخر الدين يوسف بن شيخ الشيوخ وفارس الدين أقطاي الجمدار وركن الدين بيبرس البندقداري. أسفرت المعركة عن هزيمة الصليبيين هزيمة كبرى منعتهم من إرسال حملة صليبية جديدة إلى مصر ووقوع الملك لويس التاسع أسيرًا في قبضة المسلمين، وكانت بمثابة نقطة البداية التي أخذت بعدها الهزائم تتوالى عليهم حتى حرر كامل الشام من الحكم الصليبي.

## الوضع العام قبل المعركة
كانت الدولة الأيوبية تحكم مصر والشام في النصف الأول من القرن الثالث عشر. هاجم المغول بقيادة جنكيز خان الدولة الخوارزمية في عام 1220م ودمروها مما أدى إلى تشرذم الخوارزميين وشرود أجنادهم الذين راحوا بعد زوال دولتهم يعرضون خدماتهم على ملوك الممالك الإسلامية المجاورة، وكان من أولئك الملوك السلطان الأيوبي الصالح نجم الدين أيوب الذي رحب بهم واستفاد من خدماتهم خاصة في الشام. وكان بيت المقدس في أيدي الصليبيين منذ معاهدة سنة 1229م بين الملك الكامل وفريدريك الثاني إمبراطور الإمبراطورية الرومانية المقدسة إبان الحملة الصليبية السادسة والتي بموجبها تعهد فريدريك بالتحالف مع الملك الكامل ضد أعدائه ووقف الحملات الصليبية في مقابل تنازل الملك الكامل عن بيت المقدس للصليبيين. استولى الخوارزميون حلفاء الصالح أيوب على بيت المقدس في عام 641 هـ/1244م.

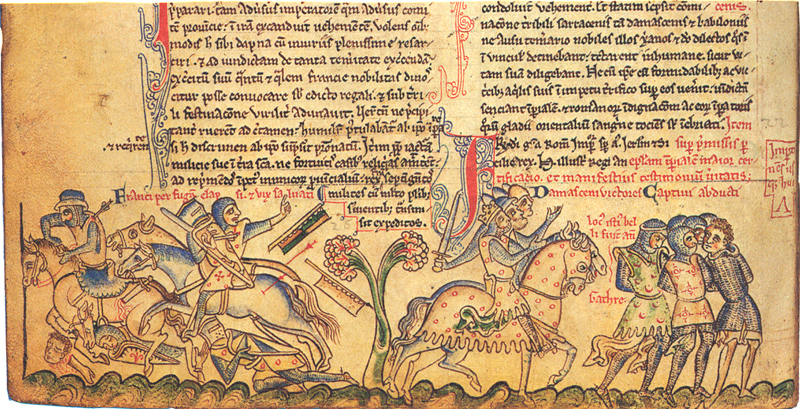
هزيمة الصليبيين الفرنسيين في غزة.

شن الصليبيون هجوماً برياً ضخماً على مصر في 17 أكتوبر 1244م ولكنهم هزموا هزيمة منكرة عند غزة على يد الأمير ركن الدين بيبرس وعناصر خوارزمية من جهة، والصليبيين وملوك أيوبيين من سوريا متصارعين مع السلطان الأيوبي الصالح أيوب من جهة أخرى، انتهت بهزيمة الصليبيين وحلفائهم هزيمة كبرى، مما مكن المسلمين من فرض سيادتهم الكاملة على بيت المقدس وبعض معاقل الصليبيين في الشام.
كان لسقوط بيت المقدس في أيدي المسلمين صدى قوي في أوروبا يشبه صدى سقوطها في يد صلاح الدين الأيوبي في سنة 1187م، مما جعل الأوروبيين يدعون إلى قيام حملة صليبية كبيرة تمكنهم من استعادة بيت المقدس، وكان ملك فرنسا لويس التاسع من أكبر المتحمسين للحملة الجديدة. كان الصليبيون يُدركون أن مصر التي صارت تمثل قلعة الإسلام وترسانته العسكرية ومصدر القوة البشرية الرئيسي للمسلمين، هي العائق الرئيسي الذي يعترض طموحاتهم لاسترجاع بيت المقدس، وأنهم لن يتمكنوا من احتلال كل الشام وبيت المقدس دون الإجهاز على مصر أولاً.

### التجهيز لغزو مصر
أرسل روبرت بطريرك بيت المقدس «جاليران» أسقف بيروت إلى ملوك وأمراء أوروبا في نوفمبر من عام 1244م، مباشرة بعد هزيمة الصليبيين عند غزة، يطالبهم بإرسال إمدادات عاجلة إلى الأراضي المقدسة لمنع سقوط مملكة بيت المقدس بالكامل في أيدي المسلمين. منح بابا الكاثوليك إينوسينت الرابع تأييده الكامل للحملة الصليبية السابعة في عام 1245م، أثناء انعقاد مجمع ليون الكنسي الأول، وبحضور روبرت بطريرك بيت المقدس، التي تحمس لها لويس التاسع ملك فرنسا وكان يحضر لها، وأرسب بابا الكاثوليك على إثر ذلك كاردينال فراسكاتي أودو للترويج للحملة في كافة أنحاء فرنسا، وفُرضت ضرائب على الناس لتمويلها، ووافقت جنوة ومرسيليا على الاضطلاع بتجهيز السفن اللازمة، أما البندقية فقد فضّلت عدم المشاركة بسبب علاقاتها التجارية الواسعة مع مصر.
كان من أهداف الحملة الصليبية السابعة، هزيمة مصر لإخراجها من الصراع، والقضاء على الدولة الأيوبية التي كانت تحكم مصر والشام، وإعادة احتلال بيت المقدس. لتحقيق ذلك، جهز الصليبيون الحملة بتأنٍ في ثلاث سنوات، وحاولوا إقناع المغول بالتحالف معهم ضد المسلمين حتى يتمكنوا من تطويق العالم الإسلامي من المشرق والمغرب مما يصعب على مصر القتال على جبهتين في آن واحد فيسهل عليهم الإطاحة بالعالم الإسلامي بضربة واحدة.
أرسل البابا إنوسنت الرابع مبعوثه الفرنسيسكاني جيوفاني دا بيان كاربيني إلى خان المغول جيوك خان ابن أوقطاي خان وحفيد جنكيز خان، يطلب منه تحالفه مع الصليبيين. إلا أن ردّ جيوك خان جاء مخيباً لأمال البابا، إذ رد عليه برسالة تطلب منه الخضوع للمغول والحضور إليه مع كل ملوك أوروبا لمبايعته ملكاً على العالم. لكن إينوسينت لم يفقد الأمل فأوفد أشلين اللومباردي في مايو من عام 1247م إلى القائد المغولي بايجو نويان في تبريز. وبدا بايجو نويان أكثر استعداداً للتحالف مع الصليبيين ضد المسلمين، إذ اقترح أن يهاجم هو بغداد على أن يهاجم الصليبيون في ذات الوقت الشام فيطوق المسلمين، وأوفد رسولين هما أيبك الذي يُعتقد أنه مسيحي تركي وسركيس المسيحي النسطوري الذي يُعتقد أنه آشوري، إلى روما ومعهما رسالة إلى البابا تطلب من البابا الخضوع وبأن يذهب شخصيًا إلى مقر الإمبراطورية المغولية قراقورم عاصمة المغول من أجل «أن يسمع كل أمر موجود في الياسق». التقى المبعوثان مع إينوسنت الرابع في عام 1248م الذي أصدر مرسوم بابوي عنوانه طريق الحق عام 1248م ردا على رسالة بايجو نويان، يناشد فيه المغول مرة أخرى وقف قتلهم المسيحيين. بقي المبعوثان في ضيافة بابا الكاثوليك نحو عام، ثم عادا إلى بايجو نويان في 22 نوفمبر 1248م برسالة البابا ومعهما شكوى من البابا بأنه لم يلحظ أن بايجو نويان قد أقدم على فعل شيء مثمر يخدم التحالف المأمول.

### إبحار سفن الحملة الصليبية السابعة إلى مصر

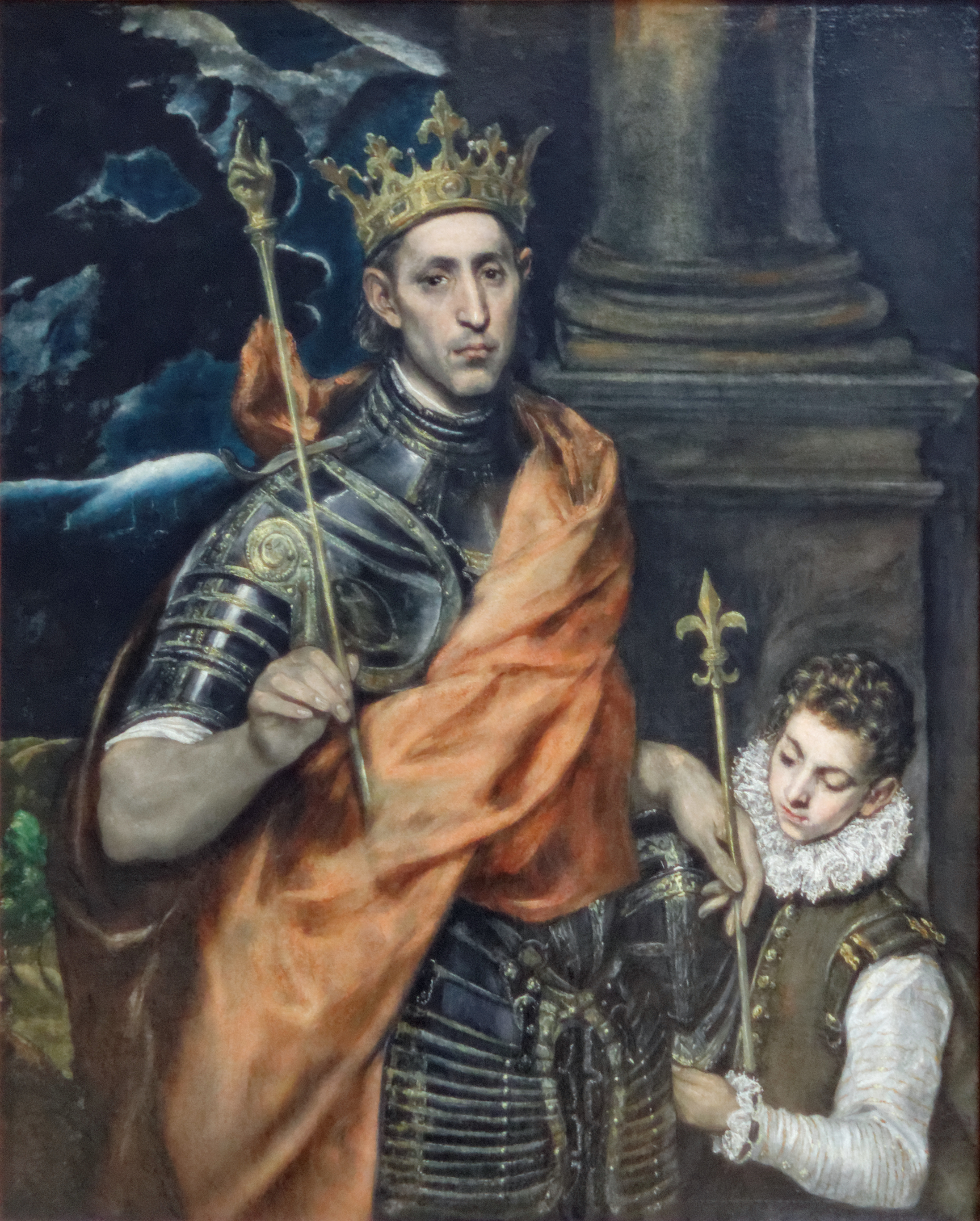
لويس التاسع ملك فرنسا.

أبحر لويس من مرفأ إيغ مورت في 24 جمادى الأولى 646 هـ، الموافق في 25 أغسطس 1248م وتبعته سفن أخرى من نفس المرفأ ومن مرسيليا. كان الأسطول الصليبي ضخماُ ويتكون من نحو 1800 سفينة محملة بنحو 80 ألف مقاتل بعتادهم وسلاحهم وخيولهم. كان يصحب لويس زوجته مرجريت دو بروفنس، وأخويه شارل دي أنجو وروبرت دي أرتوا، ونبلاء من أقاربه ممن شاركوا في حملات صليبية سابقة مثل هيو دو بورجوندي و بيار دو بريتاني وغيرهما. كما تبعته سفينة على متنها فرقة إنجليزية يقودها وليم أوف سليزبوري الأصغر و«فير روزاموند» (بالإنجليزية: Fair Rosamond). وكانت هناك فرقة اسكتلندية مات قائدها باتريك الثاني إيرل دونبار عام 1249م أثناء سفره إلى مرسيليا.
أراد الملك لويس التوجه مباشرة إلى مصر لكن مستشاريه وباروناته فضلوا القيام بوقفة تعبوية لتجميع كل السفن والمقاتلين قبل التوجه إلى مصر، فتوقف بجزيرة قبرص، حيث انضم إليه عدد كبير من بارونات سوريا وقوات من فرسان المعبد، المعروفون بالداوية، والإسبتارية التي قدمت من عكا تحت قيادة مقدميها.
استقبل لويس بقبرص وفد مغولي سلّمه رسالة ودية من خان المغول يعرض عليه فيها خدماته للاستيلاء على الأراضي المقدسة وطرد المسلمين من بيت المقدس. فأرسل لويس هدية لخان المغول، وكانت عبارة عن خيمة ثمينة على هيئة محراب كنيسة عليها رسم يمثل بشارة الملائكة لمريم العذراء، لترغيبه في اعتناق المسيحية. ولسوء حظ لويس، اعتبر المغول هديته رسالة تعني قبوله الخضوع لهم فطلبوا منه إرسال هدايا لهم في كل عام مما أصابه بصدمة.
توقف الحملة الصليبية في قبرص أدى إلى تسرب أنبائها إلى مصر قبل وصول سفنها إلى المياه المصرية. ويُقال أن فريدرك الثاني، الذي كان في صراع مع بابا الكاثوليك، بعث إلى السلطان أيوب يخبره بإبحار لويس التاسع لغزو مصر، مما منح السلطان أيوب فرصة للاستعداد وإقامة التحصينات.
ركب لويس سفينته الملكية «لو مونتجوي» في مايو عام 1249م، وأمر باروناته باتباعه بسفنهم إلى مصر فأبحرت السفن من ميناء ليماسول القبرصي. أثناء التوجه إلى مصر وقعت عاصفة بحرية قوية تسببت رياحها في جنوح نحو 700 سفينة من سفن الحملة إلى عكا وسواحل الشام. كان ضمن المقاتلين على متن السفن الجانحة نحو 2100 من فرسان لويس التاسع الذين كان مجموعهم نحو 2800 فارس، فتوقف لويس لوقت قصير في جزيرة المورة اليونانية حيث انضم إليه هيو دو بورجوندي الذي كان ينتظر هناك، ثم أبحر جنوباً صوب مصر.

### احتلال دمياط
أما في مصر فقد كانت أنباء عزم الفرنج على مهاجمة مصر قد وردت، فأنهى السلطان الصالح أيوب حصاره لحمص. وعاد من الشام إلى مصر على محفّة بسبب مرضه الشديد، ونزل في شهر محرم من سنة 647هـ، الموافق في أبريل عام 1249م عند قرية أشموم طناح، على البر الشرقي من الفرع الرئيسي للنيل. وأصدر أوامره بالاستعداد وشحن دمياط بالأسلحة والأقوات والأجناد، وأمر نائبه بالقاهرة الأمير حسام الدين بن أبي علي بتجهيز الأسطول، وأرسل الأمير فخر الدين يوسف بن شيخ الشيوخ -وكان أميراً في نحو الثمانين- على رأس جيش كبير ليعسكر في البر الغربي لدمياط حتى يواجه الفرنج إذا قدموا.
طلب البارونات والمستشارون من الملك لويس التمهل حتى وصول السفن الجانحة بالشام، ولكنه رفض بحجة أن ذلك سيعطي مهلةً للمسلمين، كما أنه لايوجد مرفأ في الطريق يمكن أن ترسو فيه السفن مما يعرضها للجنوح إلى مناطق بعيدة بفعل الرياح القوية.
دخلت سفن الفرنج المياه المصرية ووصلت شاطئ دمياط ورست بإزاء المسلمين. راع المقاتلون الصليبيون -وهم ينظرون من فوق أسطح سفنهم- كثرة أجناد المسلمين على الشاطئ، وبريق أسلحتهم، وصهيل خيولهم. أرسل لويس كتاباً إلى السلطان الصالح أيوب يهدده ويتوعده ويطلب منه الاستسلام، وكان السلطان الصالح مريضاً مرض الموت وكانت الدولة الأيوبية تحتضر معه. اغرورقت عينا الصالح أيوب بعد أن قُرئ عليه كتاب لويس ورد عليه يحذره من مغبة عدوانه وصلفه، وينبئه بأن بغيه سيصرعه وإلى البلاء سيقلبه ولما وصل رد الملك الصالح إلى لويس برفض الاستسلام قرر لويس بدء عملية الإنزال.
بدأ إنزال القوات الصليبية على بر دمياط. في فجر السبت 22 صفر سنة 647 هـ -الموافق في 5 يونيو 1249م- كانت القوات تضم نحو 50,000 مقاتل وفارس. ضُربت للويس خيمة حمراء كبيرة على الشط، ونشب قتال عنيف بين المسلمين والصليبيين انتهى بتراجع المسلمين. انسحب الأمير فخر الدين يوسف في المساء إلى معسكر السلطان في أشموم طناح، بعد أن ظن أن السلطان قد فارق الحياة لأنه لم يرد على رسائله التي بعث بها إليه بالحمام الزاجل. ترك فخر الدين دمياط خلفه بكل مافيها من سلاح ومؤونة وأقوات، ففزع السكان وفروا هم أيضاُ منها وخلفهم العربان الذين كانوا قد وضعوا في المدينة للمشاركة في حمايتها. فعبر الجنود الصليبيون إلى المدينة المهجورة سيراً على الجسر الذي غفلت الحامية الأيوبية عن تدميره قبل انسحابها، واحتلوا دمياط بدون مقاومة، حتى إنهم ظنوا بادئ الأمر أنها مكيدة من المسلمين. استولى الصليبيون على المدينة بكل ما فيها من سلاح وعتاد ومؤونة، وحصنوا أسوارها.
اغتبط الفرنج بالاستيلاء على دمياط بتلك السهولة، لكن لويس فضل التمهل في التقدم نحو الدلتا إلى أن تصل السفن الجانحة في الشام وإلى انتهاء موسم فيضان النيل حتى لا يقع في غلطة الحملة الصليبية الخامسة التي أغرقها فيضان النيل. تحولت دمياط إلى مستعمرة صليبية، وعاصمة لمملكة ما وراء البحار وصار جامعها الكبير كاتدرائية، ونصب أحد القساوسة أسقفاً عليها، وأنشئت الأسواق الأوروبية، وأمسك تجار جنوة وبيزا بزمام التجارة فيها. واستقبل لويس صديقه بالدوين الثاني إمبراطور القسطنطينية، وحضرت زوجته من عكا للإقامة معه، وقد كانت توجهت من قبرص إلى عكا عند إبحاره إلى مصر.
أما في الجانب المصري فقد وقعت أنباء سقوط دمياط بأيدي الصليبيين كالصاعقة على الناس، وانزعج واشتد حنق السلطان الصالح أيوب على الأمير فخر الدين وقال له: «أما قدرتم تقفون ساعة بين يدي الفرنج؟». وأمر بإعدام نحو خمسين من أمراء العربان الذين تهاونوا وغادروا دمياط بغير إذن. وحُمل السلطان المريض في حرّاقة إلى قصر المنصورة، وقدمت الشواني بالمحاربين والسلاح، وأعلن النفير العام في البلاد فهرول عوام الناس أفواجاً من كافة أنحاء مصر إلى المنصورة لأجل الجهاد ضد الغزاة. وقامت حرب عصابات ضد الجيش الصليبي المتحصن خلف الأسوار والخنادق، وراح المجاهدون يشنون هجمات على معسكراته ويأسرون مقاتليه وينقلونهم إلى القاهرة. ويروي المؤرخ الصليبي جوانفيل الذي رافق الحملة، أن المسلمين كانوا يتسللون أثناء الليل إلي المعسكر الصليبي ويقتلون الجنود وهم نيام ويهربون بروؤسهم. ويذكر المؤرخ ابن أيبك الدواداري أن الصليبيين كانوا يخافون من العوام المتطوعين أكثر من الجنود.
وصل إلى دمياط من فرنسا ألفونس دى بواتي في غضون ذلك -في 24 أكتوبر- الشقيق الثالث للملك لويس ومعه إمدادات وقوات إضافية، وبوصولها تشجع الصليبيون وقرروا التحرك من دمياط. كان على لويس الاختيار بين السير إلى الإسكندرية كما اقترح بيار دو بريتاني والبارونات أو السير إلى القاهرة كما أصر روبرت دو ارتوا شقيق لويس الذي أشار إلى أنه: «إذا أردت قتل الأفعى فاضربها على رأسها». واختار لويس ضرب رأس الأفعى فأمر بالسير إلى القاهرة.

## المعركة

### المسير نحو المنصورة
خرج الصليبيون من دمياط في 20 نوفمبر 1249م -بعد نحو خمسة أشهر ونصف الشهر من احتلال دمياط- وساروا على البر بينما شوانيهم في بحر النيل توازيهم، وقاتلوا المسلمين هنا وهناك حتى وصلوا في 21 ديسمبر إلى ضفة بحر أشموم -الذي يُعرف اليوم بالبحر الصغير- فأصبحت مياه بحر أشموم هي الحاجز الفاصل بينهم وبين معسكر المسلمين على الضفة الأخرى. حصن الصليبيون مواقعهم بالأسوار، وحفروا خنادقهم، ونصبوا المجانيق ليرموا بها عسكر المسلمين، ووقفت شوانيهم بإزائهم في بحر النيل، ووقفت شواني المسلمين بإزاء المنصورة، ووقع قتال شديد بين الصليبيين والمسلمين في البر ومياه النيل. حاول الصليبيون إقامة جسر ليعبروا عليه إلى الجانب الآخر ولكن المسلمين ظلوا يمطرونهم بالقذائف ويجرفون الأرض في جانبهم كلما شرعوا في إكمال الجسر حتى تخلوا عن الفكرة. وراحت المساجد تحض الناس على الجهاد ضد الغزاة مرددة الآية القرآنية: ﴿انفِرُواْ خِفَافًا وَثِقَالاً وَجَاهِدُواْ بِأَمْوَالِكُمْ وَأَنفُسِكُمْ فِي سَبِيلِ اللَّهِ ذَلِكُمْ خَيْرٌ لَّكُمْ إِن كُنتُمْ تَعْلَمُونَ﴾ [التوبة:41]، فصار الناس يتواردون من أنحاء مصر على منطقة الحرب بأعداد غفيرة.

### وفاة السلطان الصالح أيوب
وبينما كان الصليبيون يتقدمون جنوباً داخل الأراضي المصرية اشتد المرض على السلطان الصالح أيوب وفارق الحياة بالمنصورة في 15 شعبان سنة 647 هـ الموافق في 23 نوفمبر 1249م، فأخفت زوجته شجر الدر وفاته، وأدارت البلاد بالاتفاق مع الأمير فخر الدين يوسف أتابك العسكر والطواشي جمال الدين محسن رئيس القصر، حتى لا يعلم الصليبيون فيزيد عزمهم ويشتد بأسهم، وحتى لا تتأثر معنويات الجيش والعوام. وأُرسل الأمير فارس الدين أقطاي الجمدار زعيم المماليك البحرية إلى حصن كيفا لإحضار توران شاه ابن السلطان المتوفى لتسلم تخت السلطنة وقيادة البلاد في حربها ضد الغزاة. إلا أن نبأ وفاة السلطان الصالح تسرب إلى الملك لويس بطريقة أو بأخرى، فتشجع الصليبيون أكثر وظنوا أن التحالف القيادي القائم بين شجر الدر وهي امرأة والأمير فخر الدين وهو رجل طاعن في السن لن يصمد طويلاً وسوف يتهاوى عاجلاً ومعه مصر.

### الهجوم عبر المخاضة
دلَّ أحدُهم الصليبيين على مخائض في بحر أشموم في 8 فبراير عامَ 1250م تمكنت فرقة يقودها أخو الملك روبرت دى أرتوا مع فرسان المعبد، وفرقة إنجليزية يقودها وليم أوف ساليزبري من العبور بخيولهم وأسلحتهم إلى الضفة الأخرى ليفاجَأ المسلمون بهجوم صليبي كاسح على معسكرهم في «جديلة» على بعد نحو ثلاثة كيلومترات من المنصورة. في هذا الهجوم المباغت قُتل فخر الدين يوسف وهو خارج من الحمام مدهوشاً بعدما سمع جلبة وصياح في المعسكر فخرج ولم يلبس لأمته، وركب فرسه، وحمل على الفرنج، فأصابه سهم فقُتل. أدى الهجوم إلى تشتت الأجناد وتقهقرهم مذعورين إلى المنصورة. وبعدما احتل الصليبيون معسكر جديلة تقدموا خلف روبرت دو أرتوا نحو المنصورة على أمل القضاء على الجيش المصري برمته بعد أن أخذتهم العزة وظنوا أنهم لا ريب منتصرين.

### معركة المنصورة

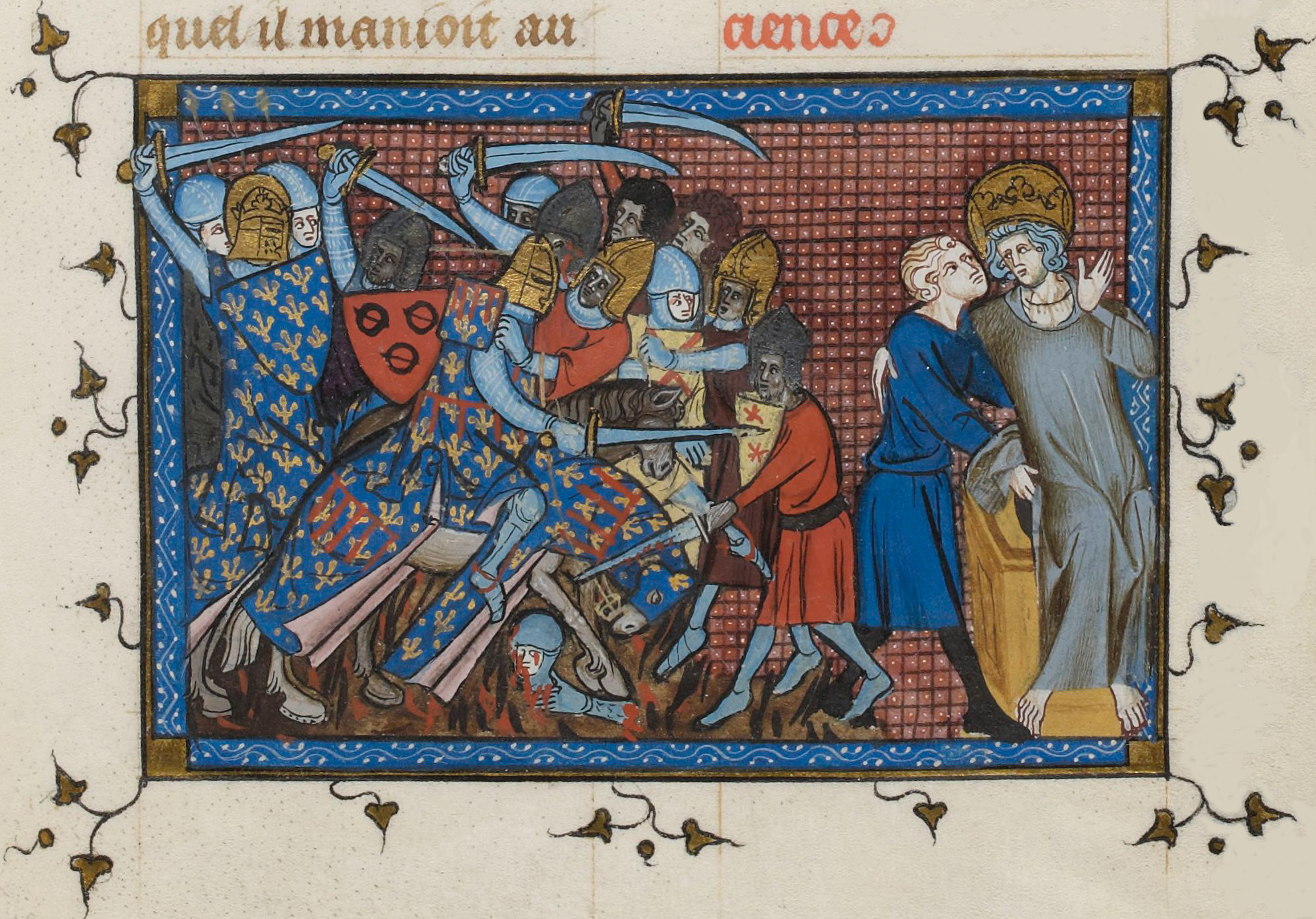
معركة المنصورة.

أمسك المماليك بزمام الأمور بقيادة فارس الدين أقطاي الذي أصبح القائد العام للجيش المصري، وكان هذا أول ظهور للمماليك كقواد عسكريين داخل مصر. تمكن المماليك من تنظيم القوات المنسحبة وإعادة صفوفها، ووافقت شجر الدر -الحاكم الفعلي للبلاد- على خطة بيبرس البندقداري باستدراج القوات الصليبية المهاجمة داخل مدينة المنصورة، فأمر بيبرس بفتح باب من أبواب المنصورة وبتأهب المسلمين من الجنود والعوام داخل المدينة مع الالتزام بالسكون التام. بلعت القوات الصليبية الطعم، فظن فرسانها أن المدينة قد خوت من الجنود والسكان كما حدث من قبل في دمياط، فاندفعوا إلى داخل المدينة بهدف الوصول إلى قصر السلطان، فخرج عليهم بغتة المماليك البحرية والجمدارية يصيحون كالرعد القاصف وأخذوهم بالسيوف من كل جانب ومعهم العربان والعوام والفلاحين يرمونهم بالرماح والمقاليع والحجارة، وقد وضع العوام على رؤوسهم طاسات نحاس بيض عوضاً عن خوذ الأجناد، وسد المسلمون طرق العودة بالخشب والمتاريس فصعب على الصليبيين الفرار، وأدركوا أنهم قد سقطوا في كمين محكم داخل أزقة المدينة الضيقة وأنهم متورطون في معركة حياة أو موت، فألقى بعضهم بأنفسهم في النيل وابتلعتهم المياه.

### نتائج معركة المنصورة
قُتل عدد كبير من القوات الصليبيية المهاجمة. من فرسان المعبد وفرسان الإسبتارية لم ينج سوى ثلاثة مقاتلين، وفنيت الفرقة الإنجليزية تقريباً عن أخرها. واضطر أخو الملك لويس روبرت دي أرتوا إلى الاختباء في إحدى الدور، ثم قتل هو ووليم أوف سليزبوري الأصغر قائد الفرقة الإنجليزية.
أثناء المعركة راح الفرنج على الضفة المقابلة لبحر أشموم يكدون ويجدون لإتمام الجسر ليتمكنوا من العبور لمساعدة فرسانهم، ولكن لما وردتهم أنباء سحق الفرسان عن طريق بيار دو بريتاني -الذي فر إليهم بوجه مشجوج من ضربة سيف- وشاهدوا بقايا فرسانهم مدبرين إلى جهتهم والمسلمين في أعقابهم، راحوا يلقون بأنفسهم في مياه النيل بغية العودة إلى معسكراتهم وكاد لويس ذاته أن يسقط في الماء. يصف المؤرخ جوانفيل الذي حضر الواقعة بالتالي: «في تلك المعركة أعداد كبيرة من الناس من ذوي الهيئات المحترمة ولوا مدبرين فوق الجسر الصغير في مشهدٍ مخزٍ لأبعد الحدود. لقد كانوا يهرولون وهم في حالة من الذعر الشديد وبدرجة جعلتنا لا نتمكن من إيقافهم على الإطلاق. أستطيع ذكر أسمائهم ولكني لن أفعل ذلك لأنهم صاروا في عداد الأموات». وبذلك عاد الصليبيون إلى ذات الموقع الذي باتوا فيه الليلة السابقة على الضفة الشمالية من بحر أشموم حيث أداروا عليهم سوراً وبقوا تحت هجوم مستمر طوال اليوم. وقد اتهم بعض الفرسان لويس التاسع بالجبن والتخاذل.
عقد فارس الدين أقطاي القائد العام للجيوش المصرية مجلسَ حربٍ بعد المعركة لمناقشة المستجدات ومنه ما يتعلق بالعثور بين قتلى الفرنج على شارة تحمل علامة البيت الملكي الفرنسي، كان صاحب الشارة هو شقيق الملك لويس روبرت دى أرتوا الذي لقي مصرعه في المعركة، ولكن أقطاي ظن أنها خاصة بلويس وأن العثور عليها دليل على أنه قُتل، فقال: «كما أن المرء لا يهاب جسداً بلا رأس، فإنه أيضاً لا يهاب قوماً بلا قائد»، فاتفق الجميع على ضرورة الهجوم الفوري على معسكر الصليبيين، فشن المسلمون في الفجر هجوم واسع صمد فيه الفرنج ولكنه ألحق بهم خسائر فادحة. في هذا الهجوم فقد مقدم فرسان المعبد وليم أوف سوناك عينه، ثم فقد الأخرى في معركة فارسكور في 6 أبريل 1250م بعدها بشهرين وقُتل هناك. انطلق الحمام من المنصورة بنبأ الانتصار على الصليبيين إلى بالقاهرة، فضُربت البشائر بقلعة الجبل وفرح الناس وأُقيمت الزينات.

## وصول توران شاه واكتساح الصليبيين في فارسكور

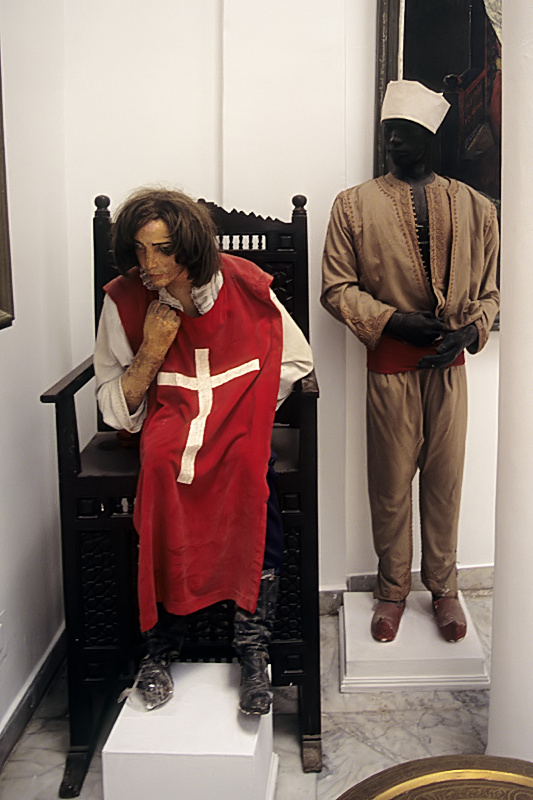
تمثال للملك لويس التاسع وخلفه الطواشي صبيح في متحف دار ابن لقمان

تحصن الصليبيون داخل معسكرهم ثمانية أسابيع يأملون بانهيار القيادة في مصر حتى يتمكنوا من معاودة محاولة التقدم إلى القاهرة. لكن الحلم لم يتحقق، وبدلاً من انهيار القيادة وصل السلطان الأيوبي الجديد توران شاه إلى المنصورة في 24 ذو القعدة سنة 648 هـ الموافق في 28 فبراير عام 1250م لقيادة الجيش. بوصول السلطان الجديد تنفست شجرة الدر والأمراء الصعداء وأعلن رسمياً في البلاد نبأ وفاة السلطان الصالح نجم الدين أيوب.
نقل المسلمون المراكب مفككة على ظهور الإبل وبعد تركيبها على الشط أنزلوها في مياه النيل خلف قوات لويس التاسع، وهي حيلة لجأ إليها الملك الكامل جد توران شاه في المكان نفسه أثناء الحملة الصليبية الخامسة، وبذلك منعوا وصول الإمدادات والمؤن من البحر المتوسط ودمياط إلى القوات الصليبية التي غدت مُحاصرةً في موقف لا تُحسد عليه، فلا هي قادرة على الاقتحام جنوباً والتقدم نحو القاهرة ولا هي مموّنة من قاعدتها في الشمال. استخدم المسلمون النار الإغريقية في تدمير مراكب الإمدادات الصليبية المتجهة من دمياط إلى قوات لويس المتمركزة جنوب المنصورة، كما تمكنوا من الاستيلاء على ثمانين سفينة صليبية، وتمكنوا من تدمير قافلة تتكون من ثنتين وثلاثين سفينة في يوم 16 مارس. لم يمض وقت طويل حتى كانت قوات لويس قد أُنهكت من الحصار والهجمات المتواصلة في النهار والليل، وبدأ الجند الصليبيون يُعانون الجوع والمرض ويفرون إلى جيش المسلمين بعدما أصابهم اليأس والإحباط، بل والشك في الفكرة الدينية التي حملتهم على الانضمام إلى حملة لويس التاسع ضد بلاد المسلمين.
على الرغم من هزيمة لويس التاسع وانتهاء حلمه ببلوغ القاهرة بحصاره في مصيدةٍ جنوب المنصورة بقواتٍ جائعةٍ ومريضة وخائفة، إلا أنه عرض على المسلمين أن يسلمهم دمياط مقابلَ تسليمه بيت المقدس وأجزاءً من ساحل الشام. وهو عَرض كان قد اقترحه السلطان الأيوبي الصالح أيوب على لويس بعد احتلاله دمياط. ورفض المسلمون عرض لويس لإدراكهم أن وضعه العسكري لم يعد يؤهله لوضع شروط أو عقد صفقات. وبذلك أصبح أمام لويس التاسع خيار واحد ألا وهو الفرار إلى دمياط وإنقاذ نفسه وجنوده.
بدأت قوات الصليبيين رحلة الهروب إلى دمياط في جنح الليل في 5 أبريل سنة 1250م. ومن شدة العجلة والارتباك نسي الصليبيون أن يدمروا جسراً من الصنوبر كانوا قد أقاموه فوق قناة أشموم. عندما أحس المسلمون بحركة الصليبيين عبروا فوق الجسر وراحوا يطاردونهم ويبذلون فيهم السيوف من كل جانب حتى وصلوا إلى فارسكور وهنناك دمروا القوات بالكامل ووقع الملك لويس وأمراؤه ونبلاؤه في الأسر، وسجنوا بدار ابن لقمان يومَ 6 أبريل من العام نفسه.
كان الصليبيون في تلك الأثناء يروجون شائعة في أوروبا تزعم أن الملك لويس التاسع هزم سلطان مصر في معركة عظمى تبعها سقوط القاهرة بيده. بعدما وصلت أنباء هزيمة لويس التاسع ووقوعه في الأسر ذهل الناس في فرنسا ونشأت حركة هستيرية عرفت باسم حملة الرعاة الصليبية تسببت في قتل قساوسة ورهبان في فرنسا وإلقائهم في نهر السين بحجة عدم مساعدتهم للويس الأسير.

## النتائج المباشرة لهزيمة لويس التاسع
تحققت نبوءة الصالح أيوب بأن بغي لويس التاسع سيصرعه وإلى البلاء سيقلبه. استناداً إلى المصادر الإسلامية قُتل في حملة لويس التاسع ما بين 10 آلاف و30 آلفاً من الصليبيين. أُسر لويس التاسع في «منية عبد الله» المعروفة بميت الخولي عبد الله الآن، بعدما استسلم مع نبلائه للطواشي جمال الدين محسن الصالحي، وأُودع مغلولاً في بيت القاضي إبراهيم بن لقمان كاتب الإنشاء تحت حراسة طواشي يدعى صبيح المعظمي. كما أُسر أخواه «شارل دانجو» و«ألفونس دو بويتي» وعدد كبير من أمرائه ونبلائه وقد سجن معظمهم معه في دار ابن لقمان، أما الجنود العاديون المأسورون فأقيم لهم معتقل خاص خارج المدينة، وأرسلت غفارة لويس التاسع إلى سوريا مع كتاب توران شاه ببشارة النصر، وكتب في ذلك أحد الشعراء: 
سُمح للويس التاسع بمغادرة مصر مقابل تسليم دمياط للمصريين، والتعهد بعدم العودة إلى مصر مرة أخرى، بالإضافة إلى دفعه فدية قدرها 400 ألف دينار تعويضاً عن الأضرار التي ألحقها بمصر. فدفع نصف المبلغ وقد جمعته زوجته في دمياط، ووعد بدفع الباقي بعد وصوله إلى عكا، وهو مالم يفعله إذ تهرب من الدفع فيما بعد.
سلم لويس التاسع دمياط في 3 صفر 648هـ الموافق في 8 مايو عام 1250م بعد احتلال دام أحد عشر شهراً وتسعة أيام وغادرها إلى عكا مع أخويه و12,000 أسير كان من ضمنهم أسرى من معارك سابقة. أما زوجته مرجريت دو بروفنس والتي كانت في غضون ذلك أنجبت طفلا في دمياط أسمته جان تريستان أي «جان الحزين»، فقد غادرت دمياط مع وليدها قبل مغادرة زوجها ببضعة أيام. وكانت مرجريت تعاني من كوابيس مرعبة أثناء نومها، وتتخيل أن غرفتها تغص بالمسلمين، فكانت دائماً تصرخ في الليل: «أغيثوني.. أغيثوني». أما جان ترستان فقد مات مع لويس التاسع سنة 1270م أثناء الحملة الصليبية الثامنة على تونس، وهي الحملة التي كان من أهدافها تحويل تونس إلى قاعدة صليبية ينطلق منها لويس التاسع لمهاجمة مصر مرة أخرى. مع أن قسمه بعدم العودة إلى مصر كان أحد شروط إطلاق سراحه.
كتب أحد الشعراء المسلمين ضمن أبيات تسخر من نهاية حملة لويس التاسع:
لم يعد لويس إلى وطنه فرنسا بل آثر البقاء في مدينة عكا بعد أن سمح لإخوته ومعظم نبلائه بالسفر إلى فرنسا، وحمّلهم رسائل إلى ملوك أوروبا يطلب فيها النجدة والمدد علّه يتمكن من إحراز نصر في الشام يمسح به وصمة الفشل والهزيمة التي لحقت به في مصر، لكنه اضطر للعودة إلى فرنسا بعد أربع سنوات إثر وفاة والدته الملكة بلانش التي كانت تدير شئون الحكم في فرنسا في غيابه.
على الرغم من الهزيمة الساحقة التي مُنيَ بها لويس وجيشه والأعداد الغفيرة من قتلاه وجرحاه وأسراه، وعلى الرغم من أنه لم يتمكن من الوصول إلى «رأس الأفعى» في القاهرة، بل لم يتمكن من الاستيلاء على المنصورة وفرّ في النهاية بقواته ووقع في الأسر وقُيد بالسلاسل مع باروناته، ووُضع في السجن تحت حراسة خاصة وليس أميراً كما كانت التقاليد، وكاد أن يُقتل لولا موافقة شجرة الدر والمماليك على إطلاق سراحه مقابل دفع دية، إلا أن بعض المؤرخين الغربيين أشاروا إلى أن لويس انتصر في معركة المنصورة مُعتبرين الهجوم الخاطف على معسكر المسلمين في جديلة وصمود لويس عند الجسر أثناء فرار فرسانه انتصاراً وأن هذا الصمود هو معركة المنصورة، هذا رغماَ عن أن بعض الفرسان الفارين اتهموا لويس بسبب توقفه عند الجسر بالجبن والتخاذل. وأضافوا أن استسلامه في فارسكور كان نتيجة لخيانة جندي صليبي رشاه المسلمون كي يصيح في الجنود على لسان لويس بإلقاء السلاح والاستسلام، وأضافوا بأن المسلمين طلبوا منه بعد القبض عليه الموافقة على تنصيبه سلطاناً على مصر لكنه رفض في عزة وكبرياءٍ متحججاً بأنه في حال تنصيبه سلطاناً سيضطر إلى تخيير رعيته المسلمة بين اعتناق المسيحية أو القتل.
يُعبّر وصفُ المؤرخ الصليبي «ماثيو باريس» المتوفى عام 1258م -والذي سجله في كتابه بعد أحداث معركة المنصورة- عن مدى الألم الذي شعر به الصليبيون بعد هزيمتهم: «كل الجيش المسيحي تمزق إرباً في مصر، واأسفاه، كان يتكون من نبلاء فرنسا، وفرسان الداوية والاسبتارية وتيوتون القديسة ماري وفرسان القديس لازاروس». عززت هزيمة القوات الصليبية في المنصورة اسم تلك المدينة المرتبط بالانتصار والذي يرجع إلى تاريخ أقدم من الحملة الصليبية السابعة.

## النتائج التاريخية لهزيمة الصليبيين

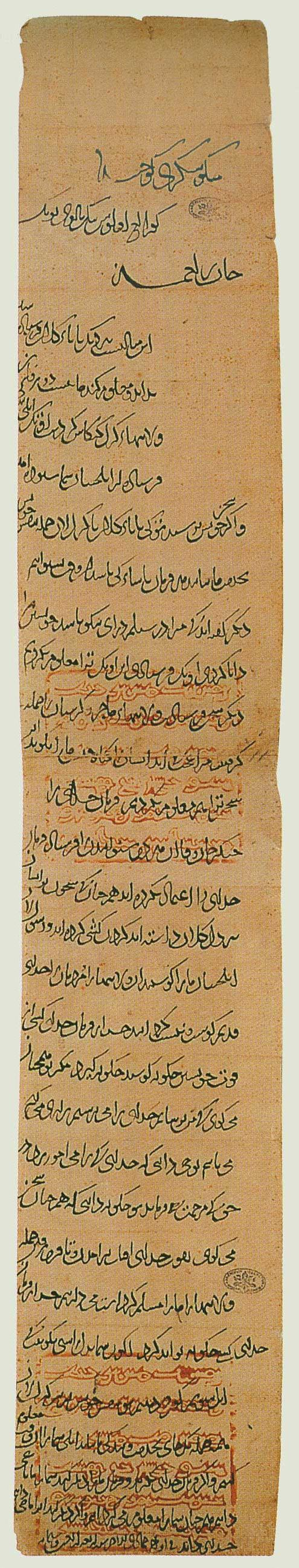
رسالة جويوك (أو كويوك) للبابا إنوسينت الرابع، باللغة الفارسية.

واجهتِ الحملة الصليبية السابعة على مصر نهايتها المأساوية في فارسكور عام 1250م مُعلنة بدء عصر تاريخي جديد لكل القوى الإقليمية التي كانت موجودة تلك الفترة. هزيمة الحملة الصليبية السابعة في مصر أثبتت مرة أخرى مكانة مصر كقلعة وترسانة عسكرية للإسلام في تلك الأيام. كانت الحملة الصليبية السابعة آخر حملة صليبية منظمة على مصر. لم يتمكن الصليبيون من تحقيق حلمهم باحتلال بيت المقدس ثانية، وفقد ملوك أوروبا باستثناء لويس التاسع اهتمامهم بإطلاق حملة صليبية جديدة.
لكن بعد رحيل لويس التاسع إلى عكا مباشرةً اغتيل السلطان الأيوبي توران شاه بفارسكور على أيدي المماليك الذين دحروا الصليبيين في المنصورة وفارسكور، ليصبحوا منذ ذلك الحين حكاماً لمصر وبعد قليل حكاماً للشام. بعد هزيمة الصليبيين سنة 1250م توزعت الخريطة السياسية والعسكرية في شرق حوض البحر المتوسط على أربع قوى أساسية: المماليك في مصر والأيوبيون في الشام والصليبيون في عكا وساحل الشام ومملكة قليقية الأرمينية وإمارة أنطاكية الصليبية.
وفيما تحول المماليك في مصر والأيوبيون في الشام إلى عدوين لدودين، تحالف صليبيو عكا وأرمن قليقية وصليبيو أنطاكية. من مقر إقامته في عكا حاول لويس مناورة مماليك مصر مستغلاً الصراع الناشب بينهم وبين بقايا الدولة الأيوبية في الشام. بمجرد وصول لويس إلى عكا وفد إليه مبعوث من الناصر يوسف ملك دمشق طالباً إقامة تحالف أيوبي-صليبي ضد مماليك مصر، لكن لويس رفض بسبب خوفه على مصير أسراه المحتجزين في مصر، ولمعرفته أن مصر قوة لا يُستهان بها وفي ذاكرته هزيمته في مصر وهزيمة التحالف الصليبي مع أيوبيي الشام سنة 1244م والذي أدى لسقوط بيت المقدس بالكامل في أيدي المسلمين. ولكن بعدما أرسل الناصر يوسف رسالة إلى لويس توحي باستعداده لتسليمه القدس في مقابل مساعدته ضد السلطان عز الدين أيبك في مصر اهتم لويس للأمر وأرسل إلى أيبك موفده جون أوف فالنسيين يحذره من أنه سيضطر إلى التحالف مع دمشق ضده في حالة عدم الإفراج عن الأسرى الصليبيين المحتجزين في مصر. لم تؤد تلك المشاريع التحالفية إلى شيء ذي أهمية باستثناء موافقة أيبك على الإفراج عن الأسرى والتنازل عن بقية الفدية المطلوبة من لويس مقابل منع الناصر محمد من الاقتراب من حدود مصر، ولكنها كانت تنذر بسقوط بني أيوب في الهاوية بعد كل إخفاقاتهم وصراعاتهم الداخلية، وفقدانهم كل مسوغات بقائهم في حكم المنطقة العربية الإسلامية ما أدى في النهاية إلى بزوغ نجم دولة المماليك كقوة عسكرية مخلصة تذود عن الإسلام وتجاهد الغزاة ولا تهادنهم ولا تتنازل لهم عن أراضي المسلمين ومقدساتهم، وكذلك كان حال الأيوبيين وقت بزوغ نجمهم في عهد صلاح الدين الأيوبي.
في تلك الغضون كانت الجيوش المغولية آخذة في التوغل في الجانب الشرقي من أوروبا والعالم الإسلامي. الصليبيون وحلفهم كانوا يأملون بالتحالف مع المغول ضد العالم الإسلامي. عام 1247م خضعت مملكة قليقية بإرادتها للمغول وعام 1254م بعد أربع سنوات من فشل الحملة الصليبية السابعة زار هتوم الأول ملك أرمينية الصغرى قراقورم عاصمة المغول في منغوليا. عام 1253م أرسل لويس التاسع من عكا الكاهن الفرنسيسكاني وليم أوف روبروك إلى عاصمة المغول للتشاور، وكان وليم هذا يصحب لويس في مصر أثناء حملته عليها، فقد كان من ضمن أهداف الحملة الصليبية السابعة على مصر بقيادة لويس التاسع إنشاء حلف صليبي-مغولي ضد العالم الإسلامي.
دمر المغول بغداد عام 1258م التي كانت مركزاً هاماً من مراكز العلم والثقافة في العالم الإسلامي وأسقطوا الخلافة العباسية ثم احتلوا سوريا، وقبل أن يتجهوا إلى مصر لقيهم المماليك وهزموهم عند عين جالوت وأوقفوا زحفهم، وقتل القائد كتبغا الذي اشترك في تدمير بغداد، وقاد جيش المغول في عين جالوت، وكان مسيحياٌ يتبع كنيسة المشرق، وقد صحبه في عين جالوت كل من أمير أنطاكية الصليبية، وملك أرمينية الصغرى. وكان الناصر يوسف في آخر إخفاقات الأيوبيين قد حاول التحالف مع المغول ضد مصر، بنصيحة وزيره صديق المغول زين الدين الحافظي، وسيراً على نهج المغيث عمر ملك الكرك الأيوبي، ولكنهم قتلوه بعد هزيمتهم. وحرر مماليك مصر الشام من المغول، وزالت دولة الأيوبيين تماماً. وأصبح المماليك الذين تشكلت دولتهم في رحم الأخطار، حكاماً لمصر والشام، والقوة المهيمنة على شرق البحر المتوسط وجنوب شرقه لعقود طويلة من الزمن. ومع ذلك وبالرغم من هزيمة الصليبيين والمغول إلا أن الحروب أنهكت المسلمين اقتصادياً وبشرياً وأدى الاجتياح المغولي إلى اضمحلال العالم الإسلامي اضمحلالاً شديداً ذلك أن المغول قتلوا أعداداً غفيرة من علماء المسلمين ودمروا المكتبات بما فيها من أعمال وإنجازات علمية لا تُعوض، فانمحى بذلك جزء كبير من التراث الثقافي والعلمي للمسلمين.